# Oksana Gríxina
Oksana Iúrievna Gríxina (en rus Оксана Юрьевна Гришина) (Tula, 27 de novembre de 1968) és una ciclista russa. Especialista en pista, el seu major èxit ha estat la medalla de plata aconseguida als Jocs Olímpics de Sydney de 2000 i tres medalles de bronze als Campionats del Món de Ciclisme en pista.

## Palmarès
- 2000
  -  Medalla de plata als Jocs Olímpics de Sydney en Velocitat individual

### Resultats a laCopa del Món
- 1995
  - 1a a Atenes i Cottbus, en Velocitat
- 1996
  - 1a a Cali, en Velocitat
- 2003
  - 1a a Moscou i Aguascalientes, en Velocitat per equips
- 2004
  - 1a a Moscou, en Velocitat per equips